# Zaporoski Narodowy Uniwersytet Techniczny
Zaporoski Narodowy Uniwersytet Techniczny (ukr. Запорізький національний технічний університет, ЗНТУ) – ukraińska techniczna szkoła wyższa w Zaporożu. Kształcenie prowadzone jest w 33 kierunkach i 51 specjalnościach na 11 fakultetach i 5 instytutach. W 1900 została założona 7-klasowa Ołeksandriwska Szkoła Techniczna (ukr. Олександрівське семикласне технічне училище). W 1920 została przekształcona w Ołeksandriwski Technikum Industrialny (ukr. Олександрівський індустріальний технікум), który rok później zmienił nazwę na Zaporoski Technikum Industrialny (ukr. Запорізький індустріальний технікум). W 1930 został reorganizowany w Zaporoski Instytut Inżynierii Rolniczej (ukr. Запорізький інститут сільськогосподарського машинобудування). Po wyzwoleniu Zaporoża od hitlerowskich faszystów w 1944 został zorganizowany Zaporoski Instytut Mechaniki Samochodowej (ukr. Запорізький автомеханічний інститут), który trzy lata później przywrócił nazwę Zaporoski Instytut Inżynierii Rolniczej, a w 1955 roku przemianowany na Zaporoski Instytut Inżynierii Maszyn (ukr. Запорізький машинобудівний інститут). 20 kwietnia 1994 roku został reorganizowany w Zaporoski Państwowy Uniwersytet Techniczny (ukr. Запорізький державний технічний університет). Dopiero 7 sierpnia 2001 otrzymał obecną nazwę.